# USS Klickitat (AOG-64)
El USS Klickitat (AOG-64) fue un buque tanque T1-M-BT1 de la Armada de los Estados Unidos. Fue puesto en grada el 24 de marzo de 1945 por el St. John's River Shipbuilding Corp. en Jacksonville, Florida, bajo un contrato de la Maritime Commission. Fue botado el 24 de marzo de 1945 y entró al servicio el 14 de julio de ese mismo año y fue retirado el 23 de enero de 1946 para ser devuelto a la Maritime Comission. Tras un breve servicio como «SS Captain», fue adquirido por la Armada Argentina en 1949. En el país sudamericano, recibió el nombre de «ARA Punta Loyola» y sirvió hasta 1964. Fue posteriormente vendido a un particular que lo renombró como «Alkene». Continuó este servicio hasta su naufragio en Filipinas, el 9 de enero de 1974.